# Communauté de communes Porte Ouest de la Dombes
Die Communauté de communes Porte Ouest de la Dombes war ein französischer Gemeindeverband (Communauté de communes) im Département Ain in der Region Rhône-Alpes. Er wurde am 26. Dezember 1994 als District Porte Ouest de la Dombes gegründet und am 12. Dezember 1999 in eine Communauté de communes umgewandelt. Zum Jahreswechsel 2013/2014 wurde er aufgelöst und mit der benachbarten Communauté de communes Saône Vallée zur Communauté de communes Dombes Saône Vallée verschmolzen.

## Mitglieder
1. Ambérieux-en-Dombes
2. Ars-sur-Formans
3. Beauregard
4. Fareins
5. Frans
6. Jassans-Riottier
7. Rancé
8. Savigneux